# Emiliano Chuchón Castro
Emiliano Chuchón Castro es un político peruano. Fue alcalde de la provincia de Vilcashuamán entre 1996 y 1998 y consejero regional de Ayacucho entre 2007 y 2010.
En las elecciones municipales de 1995 fue elegido alcalde provincial de Vilcashuamán por la lista independiente N° 3 Cambio Vecinal con el 29.275% de los votos. Tentó su reelección en los comicios municipales de 2002 sin éxito al quedar en el tercer lugar con sólo el 15.807% de los votos. En las elecciones regionales del 2006 fue candidato a consejero regional de Ayacucho por la lista del Movimiento Independiente Innovación Regional obteniendo la representación. Tentó su reelección en las elecciones regionales del 2010 por la misma lista como candidato a consejero regional por la provincia de Vilcashuamán sin obtener la representación al obtener sólo el 10.249% de los votos y quedar en la cuarta posición.